# Argentina i olympiska vinterspelen 1964
Argentina deltog med 12 deltagare vid de olympiska vinterspelen 1964 i Innsbruck. Ingen av landets deltagare erövrade någon medalj.